# 布拉多克 (北达科他州)
布拉多克（英語：Braddock），是美国北达科他州下属的一座城市。根据2010年美国人口普查，该市有人口21人。